# Альфред Куцмани
Альфред Куцмани (нім. Alfred Kuzmany; 24 жовтня 1893, Дорта-Ватра — 4 жовтня 1961, Відень) — австро-угорський, австрійський і німецький офіцер, генерал-майор вермахту. Кавалер Лицарського хреста Залізного хреста.

## Біографія
9 жовтня 1913 року вступив однорічним добровольцем в 5-й ландверний піхотний полк, до 31 липня 1914 року навчався в училищі для однорічних добровольців в Ґраці. Учасник Першої світової війни, комендант рятувальників в Польщі. В лютому 1915 року був важко поранений в Карпатах. Після одужання 1 лютого 1916 року був призначений командиром взводу, потім роти 5-го ландверного піхотного полку, пізніше був навчальним офіцером запасного батальйону полку. З травня 1917 року — кадровий консультант 16-го відділу генерального уряду Сербії, з 1919 року — будівельного відділу 1-го ліквідаційного військового командування у Відні. З 1 вересня 1921 року служив в 3-му піхотному полку, де займав різні посади: офіцер з підготовки новобранців, батальйонний ад'ютант, телеграфний офіцер, командир роти, транспортний офіцер і офіцер штабу полку.
Після аншлюсу 15 березня 1938 року автоматично перейшов у вермахт. 14 квітня 1938 року переведений в 134-й піхотний полк і призначений 2-м кадровим офіцером командування 17-го армійського корпусу. З 10 листопада 1938 по 26 серпня 1939 року — офіцер штабу 79-го піхотного полку. З 1 вересня 1939 року — командир 3-го батальйону 484-го піхотного полку, з 15 лютого 1940 року — 16-го запасного, з 6 грудня 1940 по 1 квітня 1942 року — 338-го піхотного полку. З 1 червня 1942 року — комендант Ульма, з 28 березня по 5 травня 1945 року — Лінца. 21 червня 1945 року взятий в полон американськими військами. 17 квітня 1947 року звільнений.

## Звання
- Лейтенант резерву (1 жовтня 1915)
- Оберлейтенант (1 листопада 1916)
- Гауптман (1 січня 1928)
- Майор (23 травня 1932)
- Оберстлейтенант (1 червня 1939)
- Оберст (1 лютого 1942)
- Генерал-майор (30 січня 1945)

## Нагороди
- Бронзова медаль «За військові заслуги» (Австро-Угорщина) з мечами
- Срібна медаль «За хоробрість» (Австро-Угорщина) 1-го класу (1916)
- Військовий Хрест Карла
- Медаль «За поранення» (Австро-Угорщина) з однією смугою
- Пам'ятна військова медаль (Австрія) з мечами
- Хрест «За вислугу років» (Австрія) 2-го класу для офіцерів (25 років)
- Хрест «За військові заслуги» (Австрія) 3-го класу (4 грудня 1937)
- Пам'ятна військова медаль (Угорщина) з мечами
- Почесний хрест ветерана війни з мечами
- Медаль «За вислугу років у Вермахті» 4-го, 3-го, 2-го і 1-го класу (25 років)
- Німецький кінний знак в сріблі
- Медаль «У пам'ять 1 жовтня 1938»
- Нагрудний знак «За поранення» в сріблі
- Штурмовий піхотний знак в сріблі
- Хрест Воєнних заслуг 2-го класу з мечами (7 листопада 1941)
- Залізний хрест
  - 2-го класу (12 січня 1942)
  - 1-го класу (17 січня 1942)
- Лицарський хрест Залізного хреста (2 лютого 1942)
- Медаль «За зимову кампанію на Сході 1941/42» (15 серпня 1942)